# Суверен
Сувере́н (від лат. superanus, фр. souverain — вищий, верховний) — суб'єкт суспільних відносин, якому належить необмежена в часі абсолютна влада в державі, носій верховної влади в межах певної території.

## Історія появи терміна

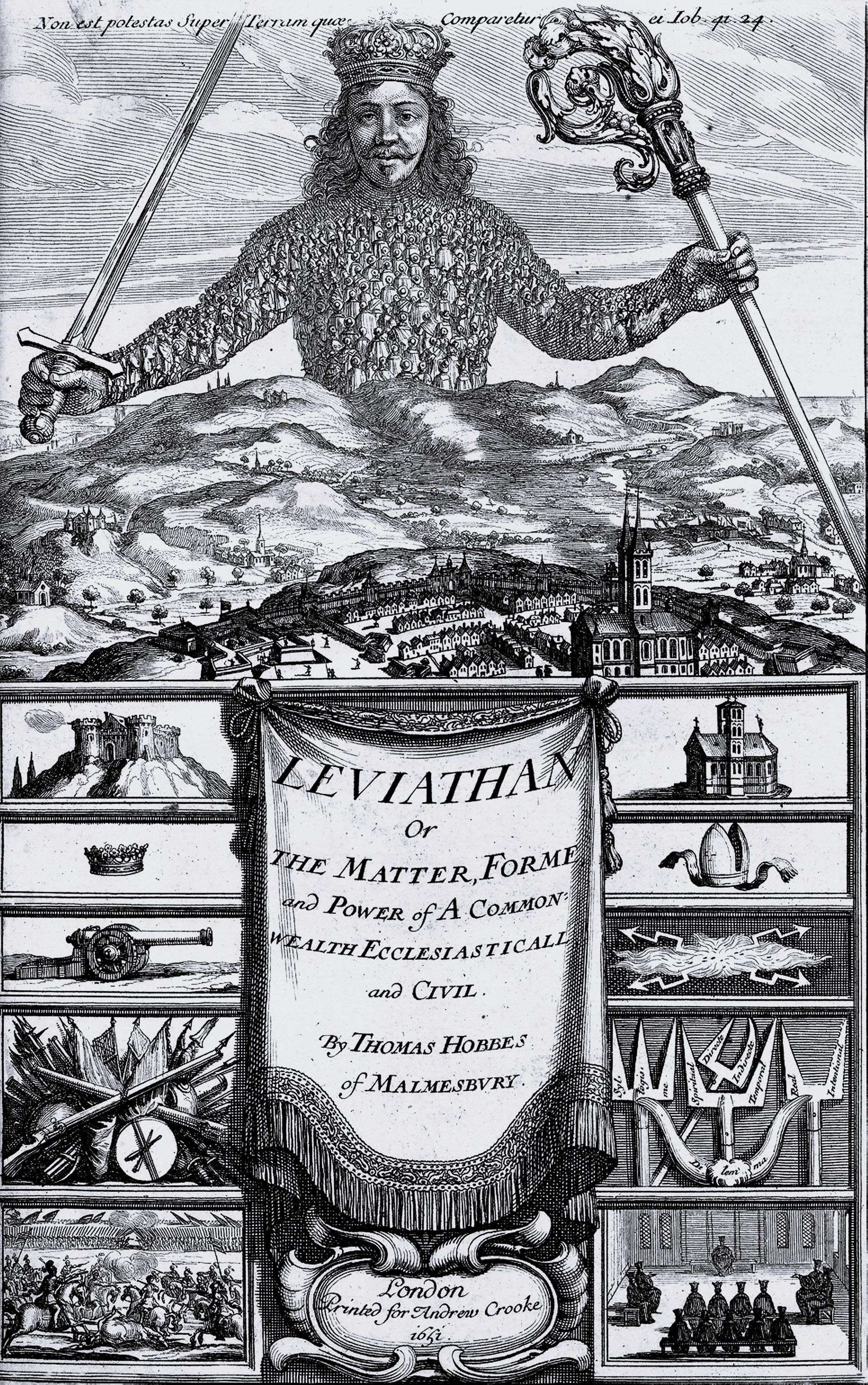
Титульний аркуш книги Лефіафан, або Суть, будова і повноваження держави церковної та цивільної, автор Томас Гоббс

Термін «суверен» з'явився в модерну епоху та пов'язаний з саме цим й пізнішим часом. Ввів у науковий обіг термін французький філософ Жан Боден у XVI столітті. Він вважав, що ключовою ознакою держави є її суверенітет як «абсолютна і постійна влада держави», а носієм цієї влади є суверен. За Боденом, суверен має право приймати та скасовувати закони, оголошувати війну і встановлювати мир, призначати вищих посадових осіб, здійснювати верховний суд, оподатковувати, милувати злочинців, карбувати гроші, встановлювати міри та ваги.
Сутність суверена у контексті суспільного договору досліджував Томас Гоббс, який постулював:
- влада суверена встановлюється раз і назавжди, піддані не можуть змінити суверена;
- суверен не є суб'єктом суспільного договору, тому його влада не обмежується жодними домовленостями;
- виступ проти суверена розцінюється як порушення суспільного договору, вважається несправедливим і карається;
- піддані не можуть осуджувати та карати суверена, оскільки вони самі несуть відповідальність за його дії;
- суверен є суддею в питаннях, що стосуються збереження миру та захисту своїх підданих;
- встановлює правила (закони), які забезпечують справедливий розподіл і збереження власності;
- суверену належить судова влада і право вирішувати суперечки, право оголошувати війну та встановлювати мир, право вибору всіх радників, міністрів і посадових осіб, як цивільних, так і військових, право нагороджувати і карати, право встановлення почесних титулів і табелів про ранги;
- усі ці права є неподільними і не можуть передаватися іншим.

Теоретиками суверенної влади були також Жан-Жак Руссо та Джон Ленгшо Остін, чиї праці завершують формування «класичної» доктрини суверенної влади.

## Опис терміна
Суверен — не конкретний правитель, чия влада обмежена часом, законом чи іншими обставинами. Це абстрактна особа (інститут), за якою визнається необмежене право керувати державою. Легітимність суверена є його ключовою ознакою, що відрізняє його як носія верховної влади в державі від тирана, чия влада базується на насильстві. Легітимність може базуватися на природному праві, спадковому праві чи «божому праві королів», конституції чи міжнародному праві. Суверен є носієм найвищої влади, якому підпорядковується вся політикоправова система держави.
Суверен — найвища інстанція, якій належить останнє слово при прийнятті суспільно важливих рішень. Влада суверена є неподільною і необмеженою, вона не може розподілятися між декількома суб'єктами чи обмежуватися внутрішніми чи зовнішніми впливами. Розподіл влади у державі між законодавчими, виконавчими чи судовими інституціями не означає наявності декількох суверенів: в одній державі може бути тільки один суверен. Влада суверена поширюється тільки на територіальні спільноти — держави, а не на етноси чи народи, основою об'єднання яких є спільна культурна ідентичність. Тільки громадяни конкретної держави підпадають під владу суверена.
Носієм суверенітету і єдиним джерелом влади в Україні є народ. Народ здійснює владу безпосередньо і через органи державної влади та органи місцевого самоврядування
Сувереном може бути одна особа:
- при монархії — монарх;

група осіб:
- при аристократії — вищий клас (еліта);
- при демократії — парламент;

або усі громадяни (нація).